# سی قیردیلی تپه سی
سی قیردیلی تپه سی در شهرستان بوئین‌زهرا، بخش آوج، روستای لک واقع شده و این اثر در تاریخ ۲۵ اسفند ۱۳۸۰ با شمارهٔ ثبت ۵۶۸۶ به‌عنوان یکی از آثار ملی ایران به ثبت رسیده است.